# 圣热拉尔杜-杜拜休
圣热拉尔杜-杜拜休是巴西米纳斯吉拉斯州的一个市镇。总面积280.01平方公里，总人口3253人，人口密度11.6人/平方公里。